# Годар, Мишель
Мише́ль Года́р (фр. Michel Godard; 3 октября 1960, Эрикур) — французский джазовый тубист, бас-гитарист и композитор. 

## Биография
Мишель Годар родился 3 октября 1960 года в Эрикуре.
В прошлом классический музыкант, артист национального оркестра Франции, ансамблей старинной музыки, участник брасс-квинтета «Arban Chamber Brass». Исполнитель старинной музыки на серпенте. 
Получил музыкальной образование в Безансонской и Парижской консерваториях. 
Среди музыкантов различных музыкальных направлений, сотрудничавших с Годаром, Кенни Уиллер, Раби Абу-Халиль, Миша Менгельберг, Виллем Брёкер и регги-певец Альфа Блонди.